# Nielsen Media Research
La Nielsen Media Research (NMR) è un'azienda statunitense di New York operante soprattutto da Oldsmar, Florida, specializzata nella misurazione dell'audience di tv, radio e giornali. È soprattutto conosciuta per il Nielsen rating, nel campo della televisione.
I Nielsen rating per la televisione sono stati elaborati a partire dagli anni 50 e misurano quali programmi vengono visti da diversi segmenti della popolazione. La parte più conosciuta di questa ricerca è il "Diario". Nei mesi di febbraio, maggio, luglio e novembre, la Nielsen chiede alle famiglie di appuntare sul "Diario" quali programmi vengono visti nell'arco di una settimana.
Alla stessa famiglia appartiene la Nielsen/NetRatings, che misura l'audience di Internet e di altri mezzi digitali attraverso sondaggi telefonici e via computer.
La Nielsen conduce ricerche anche per l'industria cinematografica attraverso il National Research Group (NRG). 